# Sanguine
Sanguine war die Bezeichnung eines Projektes für den ehemaligen US-amerikanischen SLF-Sender, der auf der Frequenz 76 Hertz arbeitete und zur Alarmierung tiefgetauchter U-Boote diente. Bis zum September 2004 wurden zwei Sendestationen in den USA (Michigan und Wisconsin) betrieben, die jeweils mit Bodendipolen als Antennen ausgestattet waren.
Ein vergleichbarer Sender der russischen Marine ist ZEVS.